# Scouts to the Rescue

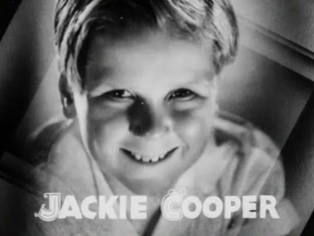
Jackie Cooper, ator que interpreta o escoteiro Bruce Scott.

Scouts to the Rescue é um seriado estadunidense de 1939, gênero aventura, dirigido por Alan James e Ray Taylor, em 12 capítulos, estrelado por Jackie Cooper, David Durand e Bill Cody, Jr. O seriado foi produzido e distribuído pela Universal Pictures, e veiculou nos cinemas estadunidenses a partir de 17 de janeiro de 1939.
Foi registrado entre 28 de novembro de 1938 e 26 de janeiro de 1939, sendo lançado nos cinemas no início de 1939.

## Sinopse
Um grupo de escoteiros usa um mapa de tesouro para encontrar um estoque de notas falsas e uma tribo perdida com um depósito de Radium secreto.

## Elenco
- Jackie Cooper … Bruce Scott, líder do grupo de escoteiros
- David Durand … Rip Rawson
- Bill Cody, Jr. … Skeets Scanlon
- Vondell Darr … Mary Scanlon
- William Ruhl … Hal Marvin
- Sidney Miller … Hermie, escoteiro
- Ivan Miller … Turk Mortensen
- Edwin Stanley … Pat Scanlon
- Ralph Dunn … Pug O'Toole, um gângster
- George Regas … Lukolu, alto-sacerdote da tribo perdida
- Jack Mulhall … Hale
- Jason Robards, Sr. … Doc, um gângster
- Dick Botiller … Leeka, Líder Warriors
- Victor Adams … Hurst
- Max Wagner … Joe

## Capítulos
1. Death Rides the Air
2. Avalanche of Doom
3. Trapped by the Indians
4. River of Doom
5. Descending Doom
6. Ghost Town Menace
7. Destroyed by Dynamite
8. Thundering Hoofs
9. The Fire God Strikes
10. The Battle at Ghost Town
11. Hurtling Through Space
12. The Boy Scouts' Triumph

Fonte: